# Cantone di Loulay
Il Cantone di Loulay era una divisione amministrativa dell'arrondissement di Saint-Jean-d'Angély.
A seguito della riforma approvata con decreto del 27 febbraio 2014, che ha avuto attuazione dopo le elezioni dipartimentali del 2015, è stato soppresso.

## Composizione
Comprendeva i comuni di:
- Bernay-Saint-Martin
- Coivert
- Courant
- La Croix-Comtesse
- Dœuil-sur-le-Mignon
- La Jarrie-Audouin
- Loulay
- Lozay
- Migré
- Saint-Félix
- Saint-Martial
- Saint-Pierre-de-l'Isle
- Saint-Séverin-sur-Boutonne
- Vergné
- Villeneuve-la-Comtesse